# Bankautomation
Bankautomation bezeichnet die Automation weiter Teile der Bankgeschäfte durch den Einsatz von elektronischer Datenverarbeitung oder Informationstechnik. Sie umfasst sowohl den Bereich des operativen Geschäftes als auch die Buchhaltung, das Controlling oder die Automation des Zahlungsverkehrs. Ihr Beginn lässt sich auf die 1930er-Jahre datieren, während sie seit etwa 1960 an Bedeutung gewann. Heutzutage sind bereits weite Teile des früher manuellen Bankgeschäftes hochgradig automatisiert. Die neueste Stufe der Bankautomation wird als Finanztechnologie bezeichnet.

## Geschichte
Die Bankautomation begann in Deutschland mit dem Einsatz von Lochkartenmaschinen in den 1930er-Jahren. Nachfolgend setzten immer weitere deutsche Banken technische Hilfsmittel zur Automation ihrer Geschäftsbereiche ein, vor allem für das Bankwesen typische Buchungsmaschinen. Ab den späten 1950er-Jahren begannen die ersten Banken, mit der Computertechnik zu experimentieren. Dabei ging es vor allem um die Verwendung zur Belegautomation. Nach langwierigen Gesprächen zwischen den Kreditinstituten gelang 1970 eine Einigung und die Einführung der einheitlichen Kontonummer und Bankleitzahl. Im Laufe der 1970er und 1980er Jahre bauten die Banken ihre Systeme für eine beleglose Abwicklung aus, die aber erst in den späten 1990er-Jahren umfassend gelang. Die Bankautomation umfasste dann den unbaren Zahlungsverkehr innerhalb und zwischen Kreditinstituten und wurde schließlich über Debitkarten auf den Verkehr mit dem Bankkunden ausgeweitet.

## Ziele und Motive
Das vorwiegende Ziel der Automatisierung des Zahlungsverkehrs war es, den Personaleinsatz im Mengengeschäft durch Prozessoptimierung und Technikeinsatz zu senken und die Dienstleistung zu verbessern. Dabei entwickelte sich zwischen den Bankgruppen ein Rennen um technologische Wettbewerbsvorteile durch die Bankautomation. Die Bankautomation erlaubte die Ausweitung des Dienstleistungsangebots der Banken, während dabei die Mitarbeiterzahlen bis in die 1990er-Jahre stetig anstiegen. Erst seit 2001 lässt sich ein realer Mitarbeiterrückgang durch die Bankautomation feststellen. Zur Bewältigung der Belegflut wurde im Rahmen der Einführung von Selbstbedienungsterminals vor allem die Belegerstellung digitalisiert. Durch die so erzielte Steigerung der Effizienz verlagerten die Banken einen deutlichen Teil der Bankarbeit auf den Kunden.